# 函館市立巴中学校
函館市立巴中学校（はこだてしりつ ともえちゅうがっこう）は、北海道函館市の公立中学校である。

## 概要
- 本校、凌雲中学校・的場中学校・光成中学校の3校が統合し、さらに校区の変更により宇賀の浦中学校の一部学区も編入して開校した。

## 沿革
- 2015年（平成27年）6月25日 - 凌雲中学校・光成中学校・的場中学校統合準備委員会発足。
- 2016年（平成28年）3月15日 - 平成28年第1回市議会定例会において、校名を「巴中学校」と決定。
- 2018年（平成30年）
  - 3月16日 - 統合される凌雲・的場・光成・宇賀の浦各中学校の生徒を対象に、校舎見学会を実施[1]。
  - 4月1日 - 開校。
  - 5月2日 - 開校式挙行。
- 2019年（平成31年）3月15日 - 第1回卒業式挙行。最初の卒業生は184名。

## アクセス
- 函館バス84系統・85系統「巴中学校」バス停下車後、徒歩約200m・約3分。
- 函館市電堀川町電停下車後、徒歩約670m・約10分。

## 周辺
- 函館市立大森浜小学校 - 進学前小学校
- 的場公園
- 錦識寺
- 真宗大谷学園函館第三大谷幼稚園
- 函館中部高校